# Herbert Kitzel
Herbert Kitzel (* 5. Mai 1928 in Halle (Saale); † 25. August 1978 in Karlsruhe) war ein deutscher Maler, Grafiker und Hochschullehrer.

## Leben
Kitzel wurde als Sohn eines Kaufmanns in Halle an der Saale geboren und studierte von 1945 bis 1950 an der Kunstschule Burg Giebichenstein bei dem Typografen Herbert Post. Danach arbeitete er bis 1957 in Halle als Maler, wo er u. a. mit den Künstlern Kurt Bunge (1911–1998), Albert Ebert (1906–1976), Gertraud (1929–2002) und Otto Möhwald (1933–2016), Otto Müller (1898–1979) sowie Hilmar und Heidi Manthey (* 1929) befreundet war. Ab 1952 war Kitzel auf allen Jahresausstellungen des Deutschen Künstlerbundes bis zu seinem Todesjahr vertreten. 1955 trat er dem Verband Bildender Künstler Deutschlands (VBKD) bei, an dessen Jahresausstellungen er Mitte der 1950er Jahre teilnahm. 1956 zeigte der Galerist und Verleger Eduard Henning (1918–1962) in Halle die erste Einzelausstellung Kitzels („Ölbilder und Zeichnungen“). 1957 beteiligte er sich an der Großen Kunstausstellung im Haus der Kunst (München) und im selben Jahr wurde er als Lehrer an die Staatliche Akademie der Bildenden Künste Karlsruhe berufen. 1958 übersiedelte Kitzel von Halle nach Karlsruhe. 1959 trat er durch zahlreiche Ausstellungen hervor: eine Einzelausstellung an der Karlsruher Akademie wurde von seinem Kollegen HAP Grieshaber eröffnet, eine weitere Einzelausstellung fand in der Galerie 5  in Reutlingen statt. Er nahm an der Ausstellung „junger Westen“ in Recklinghausen teil, an der Ausstellung „art allemand de bade-wurtemberg“ in Nancy, an einer Ausstellung in der Galerie d’Eendt in Amsterdam und an einer Wanderausstellung deutscher Kunst in Südamerika. Ebenfalls 1959 beteiligte er sich erstmals an der Ausstellung der „Neuen Darmstädter Sezession“, die er regelmäßig beschickte und deren Mitglied er wurde.
1962 erhielt Kitzel eine Professur an der Staatlichen Akademie der Bildenden Künste Karlsruhe. Zu seinen Schülern, denen er auch noch später freundschaftlich verbunden war, zählten Dieter Krieg (1937–2005), Wolfgang Trust (1926–1986), Hans Baschang (1937–2017), Manfred Woitischek (* 1943) und Wolfgang Henning (* 1946). Seine bis dahin größte Einzelausstellung organisierte 1963 der Kunst- und Museumsverein Wuppertal. 1964 beteiligte sich Kitzel an der Frühjahrsausstellung des Kunstvereins Hannover, an der Wanderausstellung des Kunstvereins Hannover sowie an der Wanderausstellung deutscher Kunst in Dänemark. 1965 trat er durch Einzelausstellungen in Darmstadt, München und bei den Ruhrfestspielen in Recklinghausen („Signale, Manifeste, Proteste“) hervor. Im gleichen Jahr wurde er in den Vorstand des Künstlerbundes Baden-Württemberg gewählt. Seit Anfang der 1960er Jahre erzielten Kitzels Bilder auf dem Kunstmarkt immer höhere Preise.
Seit 1969 beschäftigte sich Kitzel auch mit keramischen Arbeiten. 1973 kam es noch einmal zu vier Einzelausstellungen (Galerie Rothe in Heidelberg, Galerie Der Spiegel in Köln, Galerie Böttcherstraße in Bremen und Atelier Galerie in Augsburg), 1974 zu einer Retrospektive seines Werkes in der Kunsthalle Baden-Baden und 1976 zu einer Ausstellung in der Galerie der Girokasse in Stuttgart.
Am 25. August 1978 beging Herbert Kitzel in Karlsruhe Suizid. Er war mit der Bildhauerin Mareile Kitzel-Grimm (1922–2002) verheiratet.

## Werk
Herbert Kitzel setzte sich mit Malerei, verschiedenen graphischen Techniken und künstlerischer Keramik auseinander. Anfang der 1950er Jahre bildete er seinen individuellen gegenständlich-figürlichen Stil heraus, den er unter dem Eindruck der westlichen Kunst der späten 1950er Jahre in die Nähe des abstrakten Expressionismus fortentwickelte, ohne die Gegenständlichkeit aufzugeben. Zu Beginn seiner künstlerischen Laufbahn entlehnte er seine Bildthemen oft der Welt der Seiltänzer, Gaukler und Akrobaten. Seine frühen Werke widerspiegeln die Machtlosigkeit des Menschen gegenüber Tod und Diktatur. Nach dem Ungarnaufstand 1956, der Kitzel tief bewegte, waren seine Gemälde durch Totenklage und bedrohliche Szenarien geprägt. Kitzel, der im Zuge der durch die SED geführte „Formalismusdebatte“ in den Westen ging, wurde auch dort nicht völlig heimisch. In der Epoche des westdeutschen „Wirtschaftswunders“, das vom Dogma nichtgegenständlicher Kunst beherrscht wurde, empfand er sich als Außenseiter.
Herbert Kitzel ist als einem der Hauptvertreter neben Hermann Bachmann das Hallesche Grau zuzuordnen.
 Zitat Klaus Gallwitz: ..Das Grau in den Bildern war das Grau über Halle.... Kaum ein Maler seiner Generation hat entschiedender aus dem Grau heraus gemalt. ... Bewegung, Gegenstand und Farbe sind von ungestümer Melancholie...
 Es war ein Grunderlebnis, das er aus Halle mitnahm.

## Auszeichnung
1963 erhielt Kitzel den Kunstpreis der Stadt Darmstadt.